# BioNTech
BioNTech SE（德語發音：[ˈbaɪɒnˌtek]；NASDAQ：BNTX）被译为生物新技术公司或拜恩泰科，是一家位于德国美因茨的生物技术公司，主要業務為开发和生产针对特定患者的治疗严重疾病的有效免疫治疗。 它开发基于信使核糖核酸（mRNA）的候选药物，用作个体化的癌症免疫疗法，传染性疾病的疫苗和罕见病的蛋白质替代疗法，以及工程化的细胞疗法，新型抗体和小分子免疫调节剂作为癌症的治疗选择。
该公司已经开发出一种用于静脉内给药的基于mRNA的人体治疗剂，可将基于mRNA的个性化癌症免疫疗法带入临床试验并建立自己的生产工艺。

## 歷史

### 成立（2008–2013年）
2008年，土耳其裔德国肿瘤学和免疫学领域的科学家乌尔·萨欣与妻子厄兹勒姆·图雷西，以種子投資1.5億歐元，于德国美因茨创立名為BioNTech的生物技術公司，該公司在中文地區被翻譯為「生物新技术公司」。該公司的活動專注於個性化癌症免疫療法的技術和藥物的開發和生產。2013年，生物化学家卡里科·卡塔琳（Katalin Karikó）加入了BioNTech，擔任高級副總裁。

### 发展（2014–2019年）
在2014年至2018年之间，BioNTech发表了许多有关mRNA机制的研究结果。
2018年8月，BioNTech宣布已与美国辉瑞公司展開合作研究，以开发基于mRNA的流感疫苗。 根据该协议，在BioNTech完成第一阶段临床试验后，辉瑞将全权负责基于mRNA的流感疫苗的后续临床开发和商业化。
2019年9月，生物新技术公司与比尔及梅琳达·盖茨基金会簽署了有关预防艾滋病毒、结核病感染与相关疾病疫苗开发，探索免疫疗法的協議。

### 纳斯达克首次公开募股（2019年）
自2019年10月10日起，BioNTech及其新成立的位于马萨诸塞州剑桥的北美总部，已在纳斯达克全球精选市场上以股票代码BNTX公开交易为美国存托股份（ADS）。 BioNTech能够通过IPO筹集1.5亿美元的总收益。

## 商業活動

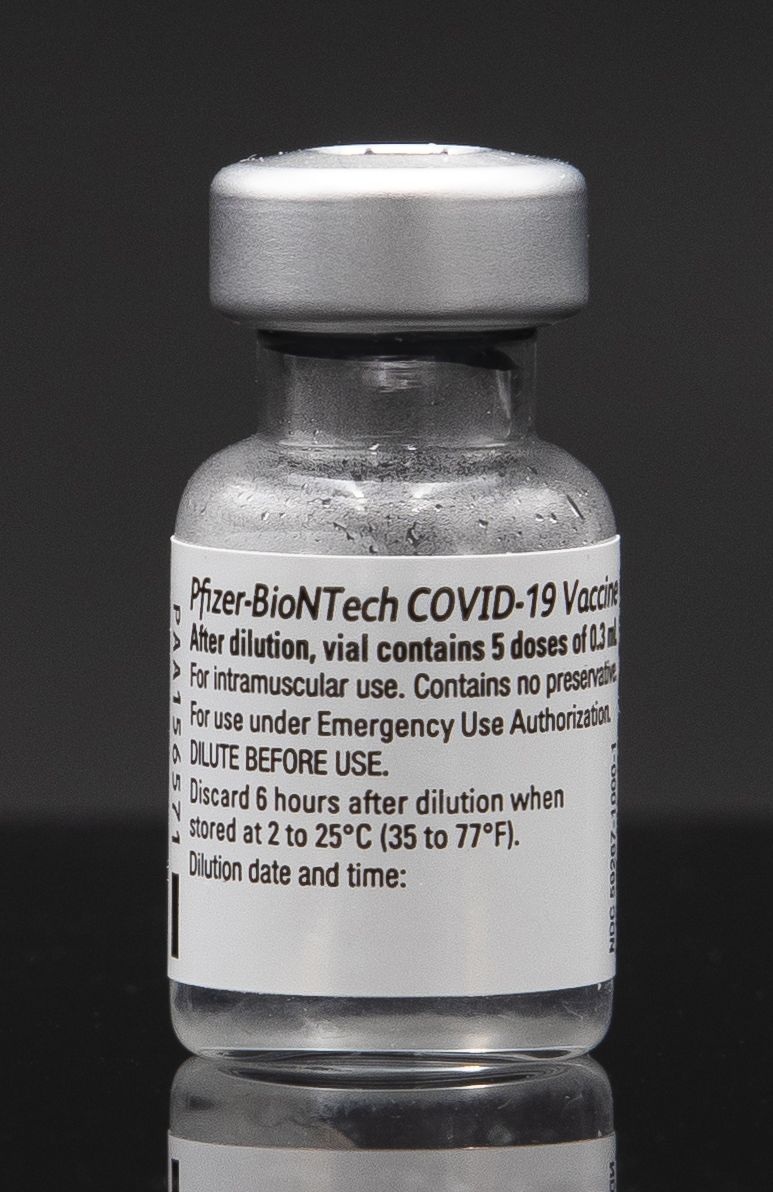
辉瑞–BioNTech COVID-19疫苗

### 2019冠状病毒病疫苗
2020年，BioNTech与辉瑞公司合作开发了用于预防COVID-19感染的RNA疫苗BNT162b2，其臨床試驗的功效达95%。2020年12月2日，英国药品和健康产品管理局（MHRA）對BNT162b2疫苗授予临时人类药品法规授权。这是有史以来第一种授权的mRNA疫苗。几天后，该疫苗在美国，加拿大，和瑞士，也获得了紧急批准。2020年12月21日，欧洲联盟委员会根据欧洲药品管理局（EMA）的积极建议，批准了辉瑞－BioNTech 2019冠状病毒病疫苗。该款疫苗採用BioNTech的mRNA技術，並由輝瑞負責項目管理及組織臨床試驗，輝瑞亦在開發期間提供全部研發經費，到疫苗上市後，BioNTech才分期向輝瑞償還一半研發經費，該疫苗从概念到被政府藥物管理部門批准上市只花了10个月，是有史以来研发最快的疫苗。复星医药則購得BNT162b2疫苗在大中華地區的代理權，將為中国大陸進口1億劑辉瑞－BioNTech 2019冠状病毒病疫苗，亦曾經引進版本為BNT162b1的候選疫苗在中国境内所开展的试验，惟由於BioNTech與輝瑞選取臨床測試表現安全性更佳的BNT162b2進行後續測試，BNT162b1因此沒有成為上市的產品，复星医药也得於11月在中国大陸重新進行BNT162b2的二期臨床測試，供申請中國藥監批准之用。
2021年5月10日，BioNTech宣佈計劃在新加坡設立東南亞區域總部，在新加坡政府支持下，在當地設立mRNA疫苗的生產設施，製造新冠病毒疫苗及其他如治癌藥物，預計廠房最早可在2023年投入生產。

## 外部連結
- 官方网站
- BioNTech SE American Depository Receipts的商業數據：  - Google
  - Reuters
  - SEC filings
  - Yahoo!
- Mutanome Engineered RNA Immuno-Therapy (MERIT) Project（页面存档备份，存于） – EU-funded initiative
- BioNTech, official website（页面存档备份，存于）
- Genentec. Individualized Neoantigen-Specific Immunotherapy (iNeST)（页面存档备份，存于）
- Translational Oncology Mainz (TRON), official website（页面存档备份，存于）